# Schweizerische Gesellschaft für Logik und Philosophie der Wissenschaften
Die Schweizerische Gesellschaft für Logik und Philosophie der Wissenschaften wurde 1948 in Zürich gegründet. Ihr Zweck ist die Förderung der Forschung in den Gebieten der Logik und der  Wissenschaftstheorie. Zu ihren Mitgliedern zählen sowohl Philosophen als auch Mathematiker und Informatiker. Sie organisiert jährlich eine Konferenz. Gegenwärtig ist der Präsident Jürg Schmid.

## Weblink
- www.sslps.unibe.ch